# Stephenoscolex argutus
Stephenoscolex argutus är en ringmaskart som beskrevs av Conway Morris 1979. Stephenoscolex argutus ingår i släktet Stephenoscolex, klassen havsborstmaskar, fylumet ringmaskar och riket djur. Inga underarter finns listade i Catalogue of Life.